# Vicente Navarro de Andrade
Vicente Navarro de Andrade, primeiro e único barão de Inhomirim (Guimarães, 26 de fevereiro de 1776 — Paris, 27 de abril de 1850) foi um médico luso-brasileiro.

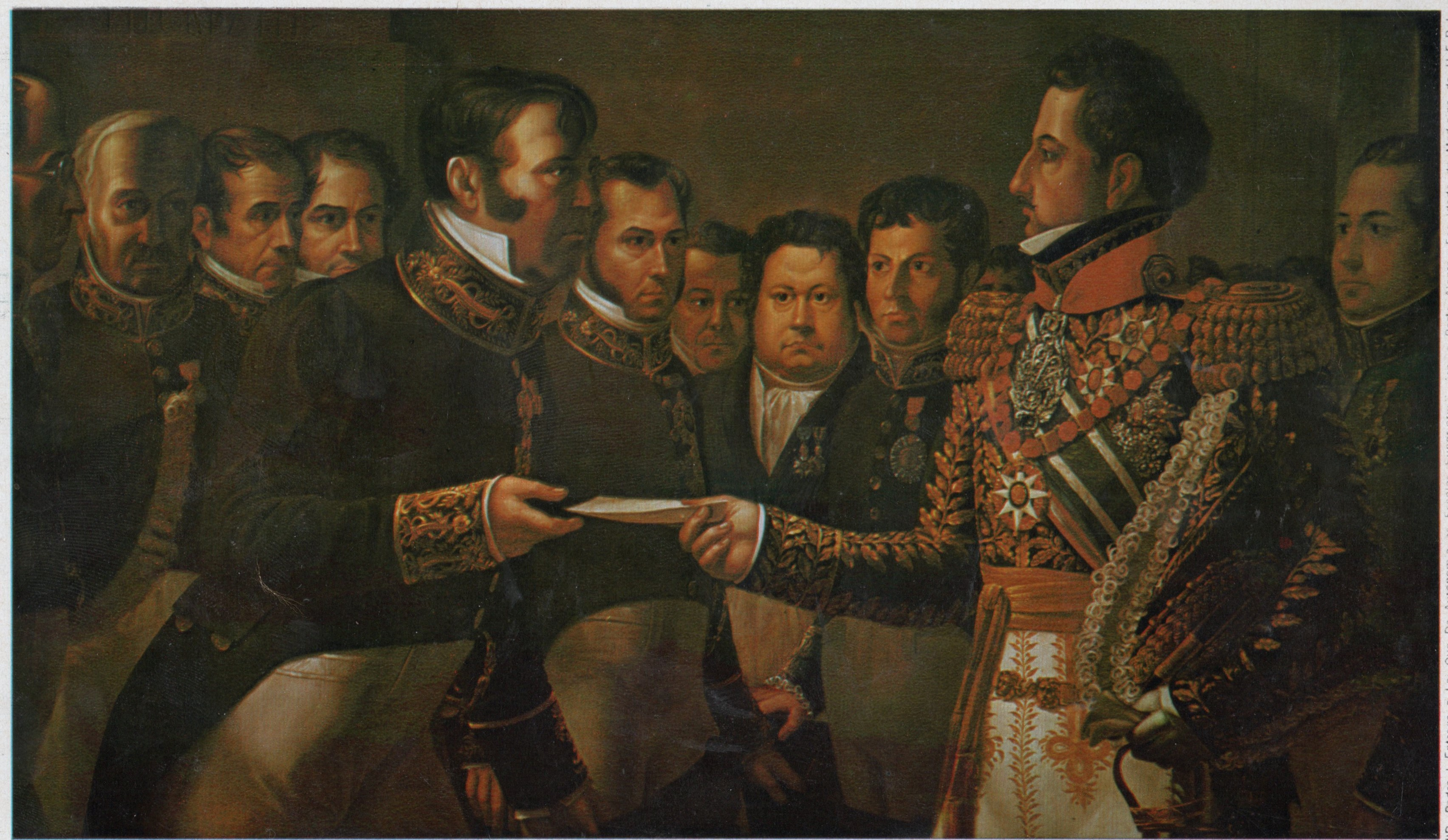
D. Pedro I entregado a lei das escolas superiores a Navarro, então diretor da Faculdade de Medicina

Filho de Sebastião Navarro de Andrade e Ana Luísa de Campos Pereira, irmão de João de Campos Navarro de Andrade. Casou-se com Maria Joaquina Viana.
Formado em medicina pela Universidade de Coimbra, foi professor da Escola de Anatomia, Medicina e Cirurgia do Rio de Janeiro, além de médico de D.Pedro I.
Agraciado barão em 12 de outubro de 1826, era dignitário da Imperial Ordem da Rosa, oficial da Imperial Ordem do Cruzeiro e comendador da Imperial Ordem de Cristo.
Foi o médico que cuidou dos momentos finais da Imperatriz D. Leopoldina, nos laudos médicos acusaram a doença da Imperatriz: Septicemia e Eclampsia e aborto provocado provavelmente por um pontapé dado pelo Imperador. Vicente Navarro de Andrade Barão de Inhomirim foi acusado de envenar a Imperatriz, a mando de Domitila de Castro, Marquesa de Santos cocumbina do Imperador, o que se disse na época que a Marquesa de Santos a quem D. Pedro I não negava quase nada, prometeu dar a ele o título de Barão, caso conseguisse a envenenar a Imperatriz. Mas tudo isso nunca foi comprovado pela história levando a crer que não passaram de meros boatos dos inimigos da Marquesa.[carece de fontes?]